# Válečná nemocnice Pardubice

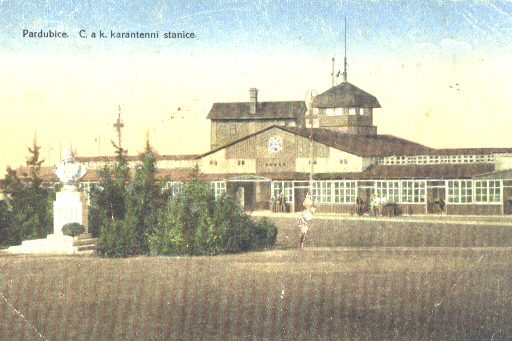
Válečná nemocnice Pardubice, přijímací budova od náměstí

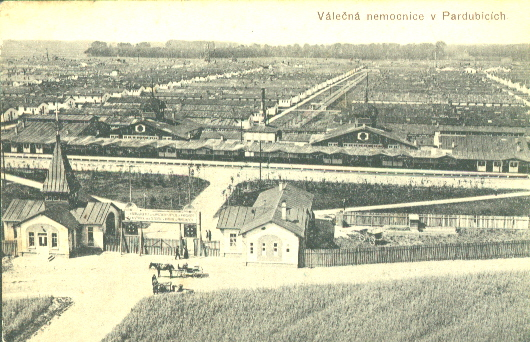
Válečná nemocnice Pardubice, celkový pohled

Válečná nemocnice v Pardubicích byla vybudována krátce po vzniku první světové války, koncem roku 1914 a počátkem roku 1915. Bylo to 365 většinou dřevěných baráků (domů) vybavených pro pobyt a léčení 10 tis. raněných nebo nemocných vojáků ze všech bojišť. Byla nazývána i „karanténní stanicí“. Po válce byla jmenována podle jednoho z pěti oddělení[zdroj?] Karanténou. Dnes na jejím místě stojí sídliště Dukla postavené v 50. letech 20. století.

## Výstavba
Krátce po vypuknutí první světové války, v listopadu 1914, bylo nařízeno, aby v Čechách byla vybudována baráková válečná nemocnice, podobná již budovaným dvěma nemocnicím ve Vídni. Neprodleně bylo hledáno vhodné umístění. Umístění mělo být nejlépe ve východních Čechách, zajištěno dobré připojení na železnici, vodovod, kanalizaci a elektrickou síť. Byly posuzovány lokality Kolín, Přelouč, Čáslav, Chrudim a Pardubice. Z těchto umístění byly jako nejvhodnější vybrány Pardubice, jmenovitě na vojenském cvičišti za nádražím, kde byly uspokojivě splněny všechny požadavky.
Zatímco ve Vídni byly budovány dvě nemocnice po 2000 lůžkách a v Čechách byly uvažovány dvě nemocnice po 5 tisících lůžkách, bylo pro vhodnost staveniště rozhodnuto postavit v Pardubicích jednu nemocnici s kapacitou 10 tisíc lůžek.
Okamžitě zahájené přípravné práce s využitím vídeňských zkušeností a zpracovaných projektů probíhaly velmi rychle, takže již koncem listopadu 1914 byla stavba zadána tzv. "Konsorciu pro výstavbu válečné nemocnice v Pardubicích při bance stavebních živností v Praze", jehož předsedou byl arch. Josef Paroulek a bylo sdruženo osm stavebních firem, z toho dvě z Prahy, jedna z Vysokého Mýta a pět místních z Pardubic. Projekt dle pokynů stavebního komitétu vypracoval a vedením stavby byl pověřen arch. Josef Paroulek z Prahy.
Nemocnice byla navržena jako pět samostatných oddělení, prakticky samostatných nemocnic, se všemi potřebnými zařízeními na úrovni soudobé techniky. Byly pronajaty potřebné pozemky a s vlastní stavbou se začalo již počátkem prosince 1914. Byly tuhé mrazy, vázl dovoz materiálu a byl značný nedostatek kvalifikovaných dělníků, neboť mnozí byli již v té době povoláni do vojenské služby. Přesto práce postupovaly velmi rychle, takže již na počátku roku 1915 bylo postaveno 198 většinou dřevěných baráků a veřejnost mohla být přizvána k prohlídce budovaných objektů. Již na jaře 1915 se konalo slavnostní otevření nemocnice na jejím hlavním náměstí u pomníku císaře Františka Josefa I.

## Vybavení
Válečná nemocnice Pardubice byla postavena na ploše 80 ha nákladem 21 mil. korun. Zahrnovala 198 standardních lůžkových baráků, 8 pozorovacích pavilonů, operační pavilony, předoperační stanice, desinfekce, lázně, ledárnu, prádelnu, žehlírnu, vodárnu, dílny, spalovací pec, výrobnu destilované vody, obydlí lékařů, sester, ošetřovatelek, úředníků, kasárny strážního oddílu, pekárnu, kuchyně, kapli, sodovkárnu, stáje, sklady, administrativní budovy, hasičskou věž, pitevny. Z nádraží byly do nemocnice vyvedeny dvě vlečky, v areálu bylo pět nádražních a přijímacích budov.
V každém oddělení byla kuchyň, kde se připravovala jídla pro pacienty. Byla vybavena osmi kotli po 350 litrech a dvěma sporáky, takže každá z pěti kuchyní mohla připravovat jídlo pro 3000 osob. Ke kuchyni patřila umývárna a sklad nádobí a výdejna jídel. Ledárna měla kapacitu výroby 1900 kg ledu pro lékařské účely denně, v chladírnách bylo možné skladovat maso na několikadenní spotřebu.

## Provoz
Nemocnicí prošlo mnoho tisíc pacientů, mnozí byli vyléčeni, mnozí odcházeli invalidní a mnoho jich zde zemřelo. Pardubická válečná nemocnice byla tehdy známá po celé monarchii i v dalších válčících státech. Pro město Pardubice byla válečná nemocnice značným zatížením, protože její zásobování se do jisté míry dělo na úkor místního obyvatelstva. Např. na týdenních trzích bylo pro nemocnici skupováno máslo, vejce a jiné produkty, takže jejich ceny rostly velmi rychle a staly se pro obyvatele města nedostupnými.

## Poválečné využití
Páté oddělení nemocnice bylo karanténou pro vojáky vracející se z infekcemi zamořených míst. Podle tohoto oddělení se po válce celá nemocnice obecně nazývala Karanténou. Čtvrtý a pátý blok byl v roce 1919 přidělen jako kasárny železničnímu pluku, který sem byl přemístěn z Lysé nad Labem. Železniční pluk tam byl umístěn do doby než město Pardubice vybudovalo Masarykovy kasárny. Do dalších baráků se nastěhovalo obyvatelstvo nemající jiného bytu a z Karantény se postupně stal slum. Zbytky zpustlých baráků byly zbourány po druhé světové válce při výstavbě sídliště Dukla; z nemocničních baráků se do současnosti žádný nedochoval. Zachovala se pouze podstatně upravená zděná budova (Gorkého 1611), kde nyní sídlí pardubická KSČM.

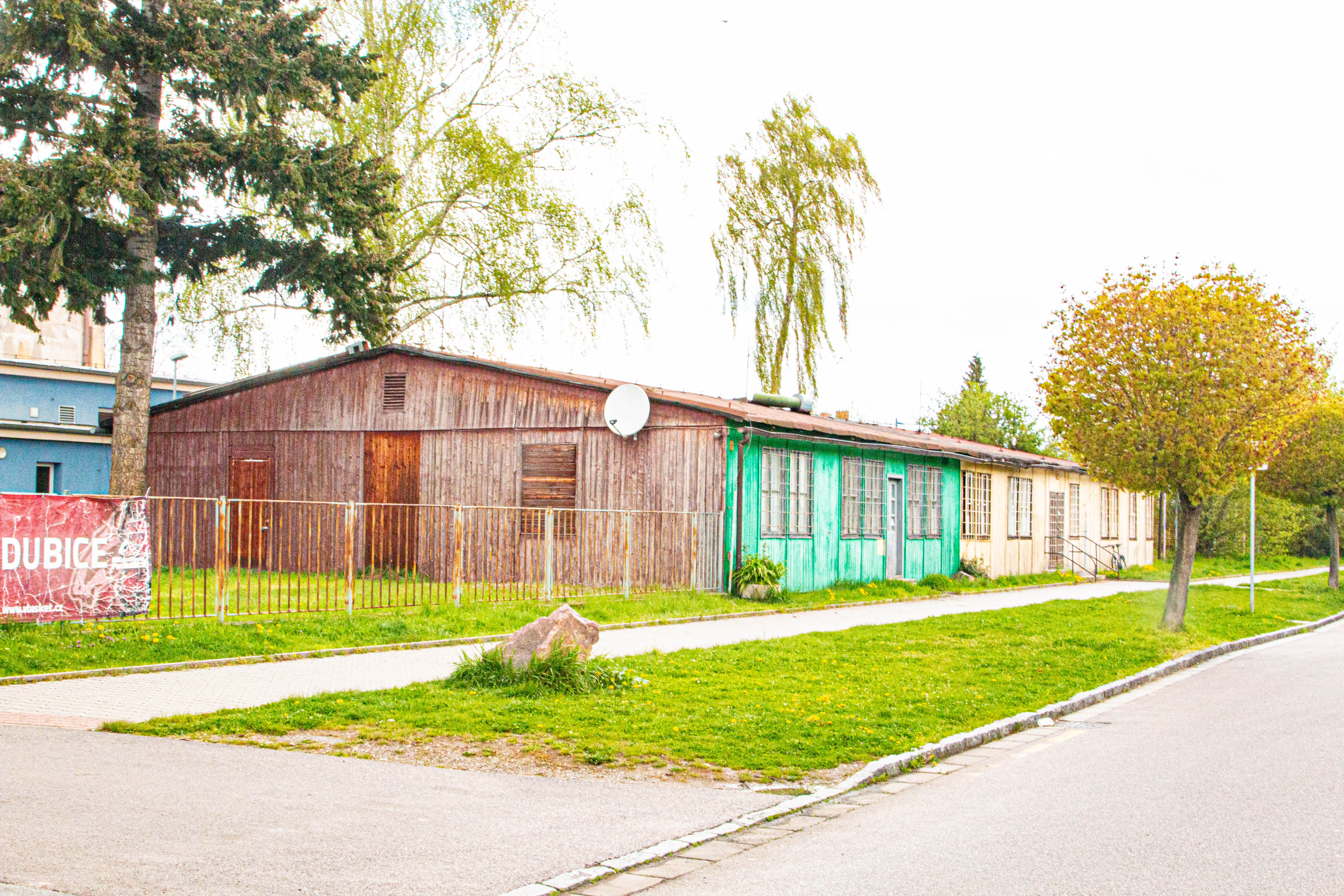
dlouhá léta byl považován tento barák za poslední zachovaný. Výzkum ovšem ukázal, že byl postaven v podobném stylu až v padesátých letech